# Bronzeflecktäubchen
Das Bronzeflecktäubchen (Turtur chalcospilos), auch Bronzeflecktaube genannt, ist eine kleine Art der Taubenvögel. Sie kommt ausschließlich in Afrika vor. 

## Erscheinungsbild
Das Bronzeflecktäubchen erreicht eine Körperlänge von 20 Zentimetern. Ein Geschlechtsdimorphismus existiert nicht.
Die Taube weist sehr viel Ähnlichkeit mit der ihr nahe verwandten Stahlflecktaube auf. Die Grundfärbung des Bronzeflügeltäubchens ist jedoch insgesamt etwas heller, die Flecken auf den Flügeln sind etwas größer und haben einen metallisch grünen Glanz. Der Schnabel ist rot und weist eine schwarze Spitze auf. Die Iris ist dunkelbraun. Von der Schnabelbasis zum Auge verläuft ein sehr dünner Farbstreif. Die Beine sind rot.

## Verbreitung und Verhalten
Das Verbreitungsgebiet der Bronzeflecktaube ist Ostafrika sowie Äthiopien und Somalia bis nach Südafrika. Sie ist eine bodenbewohnende Art, die an das Leben in Wald und Gebüsch gut angepasst ist. Das Nest befindet sich im Gesträuch in einer Höhe zwischen 1,5 und vier Metern. Das Gelege besteht aus zwei Eiern. Die Brutzeit beträgt 13 Tage. Die Jungvögel sind nach 13 Tagen flügge.

## Belege